# عیاشی (فیلم)
عیاشی (انگلیسی: Boogie) یک فیلم رومانیایی به کارگردانی رادو مونتئان است که در سال ۲۰۰۸ منتشر شد. از بازیگران این فیلم می‌توان به دراگوش بوکور، آناماریا مارینکا، میمی برانسکو و آدریان وانچیکا اشاره کرد.
این فیلم نخستین بار در جشنواره فیلم کن ۲۰۰۸ به نمایش درآمد و سپس در جشنواره بین‌المللی فیلم کارلووی واری اکران شد.